# Morits Borissovitch Berkh
Pour les articles homonymes, voir Berkh.
Morits (Mavriki) Borissovitch Berkh (en russe : Мориц Борисович Берх), né en 1776 et mort le 1er février 1860 à Nikolaïev est un amiral russe, commandant du port de Sébastopol, commandant de l'École navale de Sébastopol, commandant en chef de la flotte de la mer Noire, membre du Conseil de l'Amirauté.

## Biographie
Né dans une famille allemande originaire de la Baltique, il étudia au Corps Naval des Cadets (créé par décret impérial le 14 janvier 1701), en 1795, il fut promu garde-marine (grade en vigueur dans la Marine impériale de Russie de 1716 à 1917), en 1897 aspirant de marine.
Au cours des premières années de son service dans la Marine impériale de Russie, au sein de la flotte de la Baltique, Morits Borissovitch Berkh navigua au large des côtes d'Angleterre et de Hollande. Parvenu à sa sixième année de service dans la Marine, au grade d'aspirant, il reçut le commandement du Delfin (Дельфин) et navigua dans le golfe de Finlande, commandant d'un navire de commerce, il se rendit à Londres puis à Lisbonne.
En 1806, placé sous le commandement de l'amiral Ivan Fiodorovitch Krusenstern (1770-1846), Morits Borissovitch Berkh servit à bord du Neva (Нева) propriété de la Compagnie russe d'Amérique, de Kronstadt son navire l'emmena au nord-ouest de l'Amérique. De 1806 à 1809, il resta au service de la Compagnie russe d'Amérique. De retour à Kronstadt, de 1809 à 1816, dans la flotte de la Baltique, il commanda les bâtiments de guerre Jemtchoug (Жемчуг) et Emmanouïl (Эммануил). En 1812, il fut promu capitaine-lieutenant (capitaine de vaisseau).
En 1817, Morits Berkh fut nommé au poste d'administrateur des phares de la mer d'Azov et de la mer Noire, de 1822 à 1824, il occupa les fonctions de directeur de l'École navale de Sébastopol.
En 1824, Berkh fut élevé au grade de capitaine 2e rang (grade correspondant à celui de lieutenant-colonel dans l'infanterie ou l'armée de l'air), l'année suivante il fut nommé capitaine du port de Sébastopol. En 1827, lors de la création du corps naval des navigateurs de la flotte de la mer Noire, au grade de capitaine 1er rang (grade correspondant à celui de colonel dans l'infanterie ou l'armée de l'air) il fut nommé aux postes d'inspecteur du Corps naval des navigateurs de la flotte de la mer Noire et de directeur des phares de la mer Noire.
En 1829, Morits Borissovitch Berkh fut élevé au grade de major-général (grade d'officier supérieur situé entre colonel et lieutenant-général, dans la Marine impériale de Russie il correspond au grade de contre-amiral), en 1838, lieutenant-général (grade correspondant à celui de vice-amiral). En 1831, il présida le Comité sur le dispositif des docks du port de Sébastopol. En 1838, il géra le personnel du Bureau d'hydrographie de la mer Noire, de la flotte de la mer Noire et de ses ports. Le 18 décembre 1830, il reçut l'Ordre de Saint-Georges (4e classe).
En 1849, Morits Borissovitch Berkh fut admis à siéger au Conseil de l'Amirauté, En 1851, après le décès de l'amiral Mikhaïl Petrovitch Lazarev, il fut de nouveau promu vice-amiral., en outre il fut nommé aux postes de gouverneur général de Nikolaïev et de Sébastopol et commandant en chef de la flotte de la mer Noire et de ses ports (1851-1855).
En 1852, Morits Berkh fut élevé au grade d'amiral.

### Famille
Il est le père de :
- Alexandre Mavrikievitch Berkh : (19 octobre 1830 à Nikolaïev-7 mars 1909 à Saint-Pétersbourg) (ingénieur, général et écrivain), il épousa Maria Ilianitchna Kazi (1834-1895, dix enfants naîtront de cette union[1];
- Boris Mavrikievitch Berkh ;
- Élisabeth Mavrikievna Berkh.

### Décès
Morits Borissovitch Berkh décéda le 1er février 1860 à Nikolaïev.

## Distinctions
- 18 décembre 1830 : Ordre de Saint-Georges (4e classe) ;
- Ordre de Saint-Vladimir (4e classe) ;
- Ordre de Saint-Vladimir (3e classe) ;
- Ordre de Sainte-Anne (2e classe) ;
- Ordre de Sainte-Anne (2e classe) ;
- Ordre de Saint-Stanislas (1re classe).